# Peck (Maßeinheit)
Peck (im deutschen früher auch Beck geschrieben) ist eine Maßeinheit des Raums (Trockenmaß). Die Einheitenzeichen sind: Imp.pk. (Imperial), US.pk.

## Britisches Peck
1 Imp.pk. = 2 Imp.gal. = 8 Imp.qt = 16 Imp.pt. = 32 cup = 64 Imp.gi. = 320 Imp.fl.oz. = 153600 Imp.min. ≈ 554,8389 cubic inch ≈ 9,09218 Liter
1 Imp.bushel = 4 Imp.pk. =  8 Imp.gal. = 32 Imp.qt = 64 Imp.pt = 128 cup = 256 Imp.gi. = 1280 Imp.fl.oz. = 614400 Imp.min.
Das ältere englische Volumenmaß Peck, auch Pitany, entsprach einem Viertel oder der Metze.
Das Maß war nur für trockene Waren zugelassen, wie Getreide, Salz, Steinkohle, Fische und ähnliche Dinge.
- 1 Peck = 2 Gallons = 4 Pottles = 8 Quarts = 16 Pintes = 450 ¼ Pariser Kubikzoll = 8 37/40 Liter = 8,925 Liter
- 4 Pecks = 1 Bushel
- 8 Pecks = 1 Strikes
- 16 Pecks = 1 Comb
- 32 Pecks = 1 Quarter
- 160 Pecks = 1 Tun/Tonne
- 320 Pecks = 1 Load/Last[2]

Als Steinkohlenmaß auf der Themse rechnete man 5 Peck auf ein Bushel, also knapp 45 Liter.

## US-amerikanisches Peck
1 US.pk. = 16 US.dry.pt. = 537,605 cubic inch = 8,80977 Liter

1 US.bushel = 4 US.pk. =  8 US.dry.gal. = 32 US.dry.qt = 64 US.dry.pt

## Umrechnung
5376050 Imp.pk. = 5548389 US.pk.

1 Imp.pk. ≈ 1,032 US.pk.

1 US.pk. ≈ 0,969 Imp.pk.